# Љубомир Вукадиновић
Љубомир Вукадиновић (Трстеник, 3. јануар 1912 — Београд, 1. март 1973) је био новинар и публициста, спортски сарадник.  Један је од првих професионалних спортских новинара у Југославији.
Фудбал је играо у подмладку БСК (Београдски спорт клуб) и Југославију из Београда. Kао деветнаестогодишњак због повреде напустио такмичарски спорт и постао спортски сарадник „Политике”. Уз Војина М.Ђорђевића и Бору Јовановића један је од родоначелника спортског журнализма у Краљевини Југославији. Пажњу читалаца ”Политике” скренуо је надахнутим коментарима различитих спортских догађаја, које је пратио широм света, репортажама допадљивог стила, освртима на историју спорта, чак и путописима, али и израженом склоношћу ка продубљивању тема. Од 1931. уредник је спортске рубрике Политике.
Као спортски извештач обишао је све континенте осим Аустралије. Извештавао је са Светских првенстава у фудбалу од 1938. до 1970, три пута са Летњих олимпијских игара и два пута са зимских. Утемељивши жанр домаћег спортског романа, свој публицистички дар показао је бележећи успомене легендарног навалног играча БСК–а, Благоја Марјановића – Моше (1907–1984), „који је с највише части облачио дрес државног тима”, а које је „Политика” штампала у тридесет наставака од 28. 10. до 26. 11. 1934.
Од 1938—1940. са колегом новинарем Боривојем Јовановићем издавао је Југословенску спортску ревију, Стручну библиотеку (пет књига) и Стручну спортску библиотеку. Током окупације наставио је новинарску делатност у редакцији ”Новог времена”, затим ”Обнове” и недељнику „Ново време – спорт”.  Како су његов професионализам и искуство били довољна препорука, а потреба за спортским новинарима знатна, већ 1. маја 1946. у Матичној књизи редакције „Политике” био је заведен као уредник спортске рубрике. Његово име се, међутим, неће појављивати на ступцима штампе све до 1947.
Уредио је већи број годишњака Фудбалског савеза Југославије. Објавио је већи број књика посвећених спорту.
Носилац је Мајске награде Савеза организације за физичку културу Србије, Октобарску награду и награде Удружења спортских новинара Југославије за унапређење спортског новинарства.